# Péter Rajczi
Péter Rajczi (né le 3 avril 1981 à Lengyeltóti en Hongrie) est un joueur de football hongrois, qui joue au poste d'avant-centre.

## Biographie

### En club

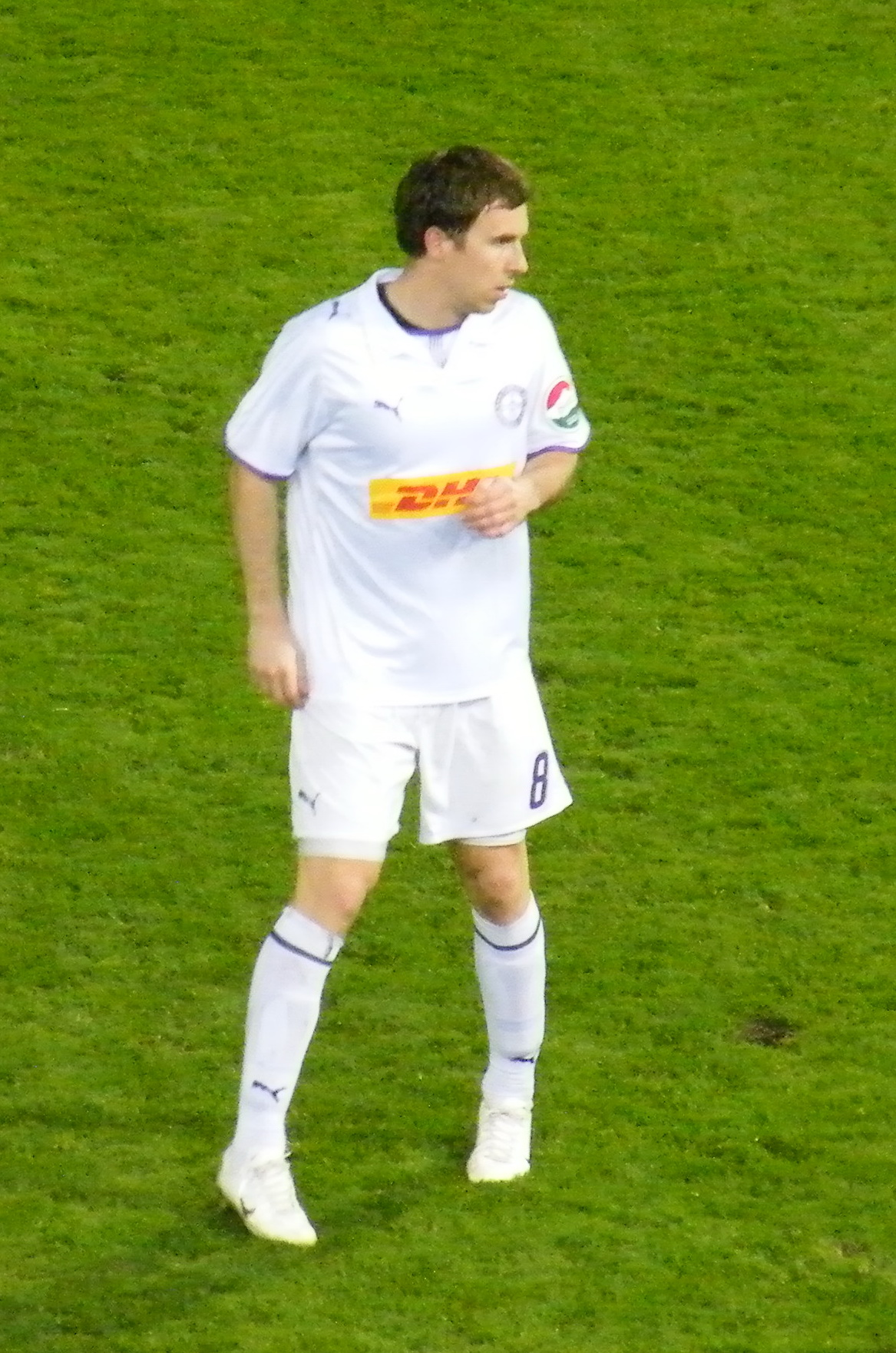
Rajczi avec Újpest

Rajczi commence sa carrière professionnelle dans le club de la ville de Kaposvár du Kaposvári Rákóczi FC. 
Il joue quelques saisons avec Rákóczi, et se révèle être un buteur prolifique, devenant même une fois le meilleur buteur de la D2 hongroise. En 2003, il signe dans le club de l'Újpest FC, club avec lequel il devient l'un des attaquants les plus respectés de Hongrie, bien qu'il puisse également jouer en tant qu'ailier. Rajczi finit deux fois deuxième du championnat de Hongrie avec Újpest.
Péter Rajczi devient meilleur buteur de la Borsodi Liga lors de la saison 2005-2006, avec un total de 23 buts en 24 matchs.
Il rejoint ensuite le club anglais du Barnsley FC le 29 janvier 2007, prêté par son club hongrois, avec une option d'achat pendant l'été.
Il est souvent remplaçant et rarement dans le onze de départ. Il inscrit son seul et unique but sous les couleurs de Barnsley lors d'un match contre Hull City le 20 février 2007.
À la fin de la saison 2006-2007, Rajczi rentre au pays d'un retour de prêt et rejoue pour l'Újpest FC.
Au bout d'une saison, il part jouer du côté de l'Italie au Pisa Calcio, club de Serie B.

## Palmarès
- Újpest
  - Meilleur buteur du championnat de Hongrie en 2006
  - Joueur de l'année du championnat de Hongrie en 2006

## Buts internationaux
| #  | Date             | Lieu               | Adversaire | But | Résultat | Compétition          |
| -- | ---------------- | ------------------ | ---------- | --- | -------- | -------------------- |
| 1. | 2 décembre 2004  | Bangkok, Thaïlande | Estonie    | 5-0 | Victoire | Match amical         |
| 2. | 30 mars 2005     | Budapest, Hongrie  | Bulgarie   | 1-1 | Nul      | Qualif. mondial 2006 |
| 3. | 3 septembre 2005 | Budapest, Hongrie  | Malte      | 4-0 | Victoire | Qualif. mondial 2006 |